# 大里 (越谷市)
大里（おおざと）は、埼玉県越谷市の大字。郵便番号は343-0031。

## 地理
埼玉県の東部地域で、越谷市の北部に位置する。南北に日光街道が通り、古くから街道沿いに人家があった。東武伊勢崎線（東武スカイツリーライン）が地区西部に敷設されており、大袋駅（袋山に所在）が最寄りとなっているため、全域が宅地化している。

## 歴史
かつては大里村であった。

### 年表
- 1889年（明治22年）4月1日 - 町村制施行により、上間久里村、下間久里村、大里村、大泊村、平方村が合併し南埼玉郡桜井村となり、桜井村の大字大里となる。
- 1902年（明治35年）3月8日 - 明け方地内の田畑に隕石が落下、この隕石は2023年（令和5年）2月16日に越谷隕石と命名された。
- 1954年（昭和29年）11月3日 - 桜井村が南埼玉郡越ヶ谷町、大沢町、新方村、増林村、大袋村、荻島村、出羽村、蒲生村、大相模村と合併し越谷町が成立、越谷町の大字となる。
- 1958年（昭和33年）11月3日 - 市制施行し越谷市の大字となる。

## 世帯数と人口
2022年（令和4年）1月1日現在の世帯数と人口は以下の通りである。
| 町丁 | 世帯数    | 人口    |
| ---- | --------- | ------- |
| 大里 | 2,712世帯 | 6,301人 |

## 小・中学校の学区
市立小・中学校に通う場合、学区（校区）は以下の通りとなる。
| 番地 | 小学校                                        | 中学校                                  |
| --- | --------------------------------------------- | --------------------------------------- |
| 1〜32、40〜51、53〜76、82〜83、217〜230、238〜281 | 越谷市立桜井南小学校                          | 越谷市立新栄中学校                      |
| 282〜298、494〜495、503、507〜509、511〜513、515〜519、522〜526、530〜532、544、546〜566、573〜585、590〜704、708〜709、711〜713、726〜752、754、756〜760、789、793〜795、799、814、817〜826、882        | 越谷市立桜井南小学校                          | 越谷市立北中学校                        |
| 33〜39、77〜81、84〜88、160〜216、231〜237、299〜394、459〜464、504〜506、520〜521、527〜529、567、570-2、705〜707、710、753、755、761〜788、790〜792、796〜798、800〜813、815〜816、877〜881、883〜9999 | 越谷市立大沢北小学校                          | 越谷市立北中学校                        |
| 52、89〜159 | 越谷市立大沢北小学校                          | 越谷市立新栄中学校                      |
| 395〜397、420〜458、465〜493、496〜502、536〜537、568、571〜572、586〜589 | 越谷市立大沢北小学校 （越谷市立桜井南小学校） | 越谷市立北中学校                        |
| 398〜419、510、514、533〜535、538〜543、545、569-1、569-4、570-1、570-4、714〜725、827〜876 | 越谷市立大袋東小学校 （越谷市立大沢北小学校） | 越谷市立大袋中学校 （越谷市立北中学校） |

## 交通
南西部を東武伊勢崎線（東武スカイツリーライン）が通るが、駅は設置されていない。

### 道路
- 国道4号草加バイパス
- 東京都道・埼玉県道49号足立越谷線（旧日光街道）
- 弥栄通り
- さわきた通り

## 施設
- 越谷市 大沢北交流館
- 大里自治会館
- NTT東日本越谷大里電話交換所
- 越谷大里郵便局
- 大里第一公園
- 大里第二公園
- 大林公園